# احتجاج جنود الاحتلال الإسرائيلي 2006
احتجاج جنود الاحتلال الإسرائيلي 2006 كان حركة احتجاجية دعت إلى استقالة الحكومة وإنشاء لجنة تحقيق حكومية (أعلى هيئة تحقيق في إسرائيل أي ما يعادل لجنة ملكية) في ما قالوا أنه حاسم عن الإخفاقات التي حدثت خلال حرب لبنان 2006. في الفترة من أواخر أغسطس إلى أوائل أكتوبر 2006 كان بعض أتباعها متمركزين في مدينة خيمة إلى جانب مبنى الحكومة الإسرائيلية ونظمت عدة مظاهرات كبيرة احتجاجا على سلوك الحكومة قبل الحرب وأثناءها وبعدها.

## أصل احتجاج الجنود الاحتياطيين
بدأ الاحتجاج في 21 أغسطس بعد أن قام 12 جندي من الاحتياط الذين خدموا على الجبهة العسكرية في جنوب لبنان بتظاهرة في حديقة بجانب مبنى الحكومة داعين إلى استقالة الحكومة. نما الاحتجاج في زخم على مدى عدة أيام واعتبارا من 25 أغسطس كان يتألف من عدة مئات من المتظاهرين بما في ذلك الحركة المؤثرة لجودة الحكومة. في 24 أغسطس انضم العديد من أولياء أمور جنود الجيش الإسرائيلي الذين قتلوا في الحرب إلى المسيرة. شارك أكثر من 2000 شخص في المسيرة في 25 أغسطس.

## آفاق لجنة الدولة
قال ياكوف حسدي عضو لجنة أجرانات اللجنة الوطنية التي حققت في أعقاب حرب أكتوبر أنه «يؤيد الدعوة إلى استقالة القيادة السياسية العليا وإنشاء لجنة تحقيق» في حين أن تأثير الاحتجاج على الحكومة الإسرائيلية لا يزال غير مؤكد ووعد رئيس الوزراء الإسرائيلي إيهود أولمرت في زيارة لنهاريا باستثمار أكثر من 2.5 مليار دولار في شمال إسرائيل وإنشاء لجنة تحقيق واصف صراحة ب«لجنة الدولة» (من الناحية القانونية فإن لجنة حكومية فقط لديها سلطة يمكن أن تحل محل الحكومة). كان من المتوقع أن يعلن أولمرت نوع اللجنة التي سيتم تشكيلها خلال فترة قصيرة. في 25 أغسطس أفادت هيئة الإذاعة الإسرائيلية أنه من المرجح أن يتم تشكيل لجنة تحقيق حكومية في غضون عدة أيام. كان أولمرت قد قرر أن يقرر ما إذا كان سيتم تعيين لجنة تحقيق حكومية أو لجنة حكومية أكثر موضوعية أو صيغة أخرى بحلول 27 أغسطس.
في التاسع من سبتمبر شارك عشرات الآلاف في مظاهرة تدعو إلى تشكيل لجنة حكومية في ميدان رابين في تل أبيب. من بين الذين ألقوا الخطب يوسي سريد وموشيه آرنز. بذل الكثير من الجهود التالية لإنشاء آليات للتحقيق في الحرب في حين كانت الاحتجاجات نشطة واستجابتها لهذه المحاولات من جانب حكومة أولمرت لعبت دورا هاما في تشكيل الرأي العام ويمكن القول أن الولاية المتسعة في نهاية المطاف اللجنة التي شكلت.

### تحقيقات التفتيش
في 28 أغسطس أعلن أولمرت أنه لن تكون هناك لجنة مستقلة أو لجنة حكومية للتحقيق. بدلا من ذلك تم إنشاء تحقيقين داخليين للتفتيش أحدهما للتحقيق في القيادة السياسية والآخر لفحص الجيش الإسرائيلي في حين أن تحقيق ثالث في الجبهة الداخلية يمكن أن يقوم به مراقب الدولة في إسرائيل ميشا ليندنستراوس (على الرغم من أن ليندنستراوس إلى الدهشة من مكتب إدارة المشاريع حيث قال أنه يملك بالفعل سلطة التحقيق في الحرب في لبنان وأنه لا يقدم تقريرا إلا إلى الكنيست. كان من المقرر أن يكون لهذه الولاية ولاية محدودة للغاية وسلطة أضيق من لجنة واحدة يرأسها قاض متقاعد. قال أولمرت «ليس لدينا ترف للانغمار في التحقيق في الماضي فأي شخص يعرف بصدق أن هذا ليس ما من شأنه إصلاح أوجه القصور». أشارت صحيفة هاآرتس إلى أن أولمرت يخشى من أن تنهي لجنة التحقيق توصية باستقالة رئيس الوزراء. كانت وسائل الإعلام الإسرائيلية حاسمة إلى حد كبير في التحقيقات. كانت ردود فعل المتظاهرين سلبية تماما.
سيرأس تحقيقات التفتيش الحكومية والعسكرية المدير السابق للموساد ناحوم أدموني ورئيس الأركان السابق أمنون ليبكين شاحاك على التوالى. عرضت رئاسة التحقيق الحكومي في البداية على وزير التربية والتعليم السابق أمنون روبنشتاين لكنه رفض. وزير الدفاع الإسرائيلي عمير بيرتز قد عين بالفعل تحقيقا للتفتيش العسكري برئاسة شاحاك لكنه توقف عن العمل بعد يوم واحد بسبب الانتقادات العامة. يبدو أنه سيتم إحياء في تكوينها حتى الآن. من المتوقع أن يتم الإعلان عن التحقيق الثالث لفحص الجبهة الداخلية بعد ذلك بوقت قصير. ما كان حاسما حول قرار أولمرت هو أن اللجان كانت تتمتع بسلطات محدودة للتحقيق ولوم وأن العوالم السياسية والعسكرية والمدنية كانت منقسمة. ذهب النقاد إلى أن تحقيقات التفتيش هذه بلغت التبييض وذلك بسبب محدودية سلطتهم ونطاق التحقيق المحدود وأساسهم المعينين بأنفسهم وأن أيا منهما لن يرأسه قاض متقاعد. في 30 أغسطس احتجت حوالي مائة حركة من أجل الجودة أعضاء الحكومة أمام بيت القانون الأستاذ ياكوف درور وهو عضو في تحقيق التفتيش الحكومي داعيا فيه إلى رفض المشاركة. قال درور للمتظاهرين أنه «يحترم رأيهم لكن عليهم احترامه» وقال أنه يحبذ خطة أولمرت.
في 11 سبتمبر وافق النائب العام مناحم مازوز على تعيين أولمرت القاضي المتقاعد إلياهو فينوغراد ليحل محل أدموني (الذي كان سيبقى عضوا ولكنه استقال لاحقا) رئيسا للجنة الحكومية. وينوغراد هو قاض سابق يحظى باحترام كبير ورأس مختلف اللجان السابقة وكان آخرها في مارس 2005 في تحقيق أجرته قوات الدفاع الإسرائيلية لمراجعة سلطة الرقيب العسكري. قالت حركة «الجودة الحكومية»: «يواصل أولمرت تراجعه ويؤخر المعركة» ودعا فينوغراد إلى رفض التعيين قائلا: «إن لجنة حكومية فقط يرأسها قاض تعينه المحكمة العليا هي الجواب». لكن لجنة وينوغراد انتهى الأمر بمنحها ولاية أوسع من التحقيق السابق الذي يقال أنه يصل إلى سلطات التحقيق في لجنة الدولة بحكم الأمر الواقع.

### المعارضة العمالية لعمليات التحقيق
كان من بين هؤلاء النقاد من اليسار المعتدل: طلب رئيس ميريتس-ياشاد يوسي بيلين أن لا أحد يشهد أمام هذه اللجان في حين أن حركة الجودة الحكومية تسمي اللجان نكتة (في نكتة بالعبرية وهي بديتشا والتفتيش هو بديكا لذلك هذا هو اللعب بالكلمة). من الكتلة الوطنية اليمينية: قال حزب الليكود «أنه من غير المعقول أن يعين رئيس الوزراء لجنة للتحقيق مع رئيس الوزراء». قال عضو الحزب الوطني الديني السابق أفرايم أيتام أن «هذه خطوة قبيحة من جانب الحكومة للهرب من مسؤوليتها». من جانب يسار الوسط قال العديد من وزراء حزب العمل أنهم سيقاومون القرار. قال وزير الثقافة والرياضة والعلوم والتكنولوجيا أوفير بينس باز أن اللجان «ليس لديها سلطات واضحة» بينما قال الوزير بدون حقيبة مسئولة عن هيئة الإذاعة الإسرائيلية والأمين العام للعمل إيتان كابل أنه سيدعو إلى غيرهم من وزراء العمل لمعارضة هذه الصيغة. تفيد صحيفة هآرتس أنه حتى وزير الدفاع والعمل قد يترأس أمير بيريتس معارضة أولمرت ويدعو إلى إنشاء لجنة حكومية. في 31 أغسطس أعلن بيريتز أنه يعارض خطة أولمرت ويؤيد إنشاء لجنة تحقيق حكومية. على الرغم من هذه المعارضة ففي نهاية المطاف قرر حزب العمل دعم خطة أولمرت وإيجاد لجنة فينوغراد جديرة بالاهتمام رغم أنها لا تزال تفضل لجنة رسمية للدولة.

### لجنة وينوغراد
في 18 سبتمبر اجتمعت لجنة فينوغراد للمرة الأولى بعد أن حصلت على موافقة نهائية من الحكومة في اليوم السابق. في ذلك اليوم ذكر النائب العام مناحم مازوز أن اللجنة ليس لديها سلطة التوصية باستقالة رئيس الوزراء. في اليوم التالي قدمت حركة نوعية الحكومة التماسا إلى المحكمة العليا وطلبت إصدار أمر قضائي بعدم صلاحية لجنة فينوغراد. في 20 سبتمبر قام جنود الاحتياط بإلقاء القبض على أولمرت خلال خطابه في روش هاشناه. عقدت اللجنة اجتماعات أولية مع الشهود الرئيسيين (وكثير منهم من كبار صناع القرار السياسي والعسكري) لمدة أسبوع تقريبا. على مدى الأسابيع القليلة التالية استعرضت المادة أثناء البت في مسار وتوجيه تحقيقاتها. في 2 نوفمبر بدأ الاستماع إلى الشهادات.

## انتقادات الإخفاقات الحكومية
ادعى المتظاهرون وغيرهم من النقاد وجود عيوب كبيرة على كل من جبهات الجيش (بقيادة القيادة الشمالية) والمدنيين (بقيادة الجبهة الداخلية). فيما يتعلق بالأمر الأخير ينطوي ذلك على الحبس المطول في الملاجئ غير الكافية وعدم وجود الإجلاء والدعم الذي تقوده الحكومة ولا سيما لمن هم في أشد الحاجة إليها. على الصعيد الأول كان ذلك ينطوي على انتقادات من المستوى اللوجستي إلى مستوى المنطوق. شکلت أقسام الاحتیاطي خاصة من نقص المعدات أو الضرورات الأساسیة أو نقصھا. اعترف رئيس الأركان الإسرائيلي دان حالوتس الذي شارك في فضيحة لبيع محفظته الاستثمارية بعد ثلاث ساعات من بدء الحرب بالفشل. في وقت سابق من الأسبوع أوضح المتحدث باسم الجيش الإسرائيلي أن تعليق نسب إلى رئيس المديرية العامة للتكنولوجيا واللوجستيات العميد آفي مزراحي حيث ذكر أنه «إذا ترك مقاتلونا في الأراضي اللبنانية دون طعام أو ماء أعتقد أنهم يستطيعون اقتحام المخازن اللبنانية المحلية لحل هذه المشكلة» لم يكن من صنعه. في 24 أغسطس دعا وزير الدفاع عمير بيرتز الجيش الإسرائيلي إلى البدء في تطوير نظام مضاد للصواريخ مما يحتمل أن ينشط برنامج نوتيلوس المحمول التكتيكي العالي الطاقة الليزر الذي كان الخبراء العسكريون الإسرائيليون مثل ألوف يتسحاق بن يسرائيل يدعو إلى إلغائه.

## اتهامات بجدول أعمال يميني وطني
اتهم سكرتير عام منظمة السلام الآن ياريف أوبنهايمر جنود الاحتياط بخدمتهم على جدول أعمال اليمين. نفى جنود الاحتياط هذا الاتهام وبدوره أشاروا إلى انتماء أوبنهايمر إلى حزب العمل. كان هناك آخرون قالوا أن الاحتجاجات مدعومة من قبل القوات الوطنية اليمينية ولكن لم تقدم أدلة قاطعة لإظهار انتشار أي انتماء سياسي بين المتظاهرين.

## جنود الاحتياط والحركة من أجل الجودة الحكومة
طوال فترة الاحتجاجات قسمت قوات الاحتياط والحركة من أجل الجودة الحكومية عن مدى مطالبهم حيث دعت الأخيرة إلى إنشاء لجنة تابعة للدولة في حين أن الأول الذي انضم إليه والدا الجنود الذين قتلوا في الحرب مطالبين باستقالة الحكومة على الفور.

## الانخفاض وعدم النشاط
بحلول أواخر سبتمبر وأوائل أكتوبر تبددت الاحتجاجات على نحو متزايد واختفت تقريبا عندما بدأت لجنة فينوغراد في الاستماع إلى شهاداتها في أوائل نوفمبر فقد اختفت فعليا. أثره على الطريقة التي تلتمس بها المساءلة في فترة ما بعد الحرب وينتهي بها المطاف لا يزال أمرا حاسما. بعد التقرير الأولي للجنة فينوغراد في 30 أبريل 2007 في 4 مايو تجمع عشرات الآلاف من المتظاهرين ليطلبوا من أولمرت الاستقالة. ظلت المظاهرة أقل كدائرة احتياطية. واصلت المجموعات الاحتياطية انتقاد الحكومة بسبب ضررها الذي لا يمكن إصلاحه. قال رئيس بلتام روي رون:
هدد بعض جنود الاحتياط بتجنب المشروع إذا لم تنفذ الإصلاحات الرئيسية.